# Télé 21
Télé 21 est une chaîne de télévision généraliste publique de la Communauté française de Belgique appartenant au groupe public Radio-Télévision belge de la Communauté française (RTBF) diffusée du 21 mars 1988 au 28 février 1997.

## Histoire de la chaîne
Le 21 mars 1988, la RTBF lance Télé 21 sur son deuxième réseau, nouvelle deuxième chaîne à part entière qui tire son nom de la radio jeune Radio 21 dont elle veut reprendre l'esprit et le dynamisme à la télévision. Elle ne relaie plus la première chaîne. 
À la rentrée 1989, Télé 21, dont l'audimétrie fluctue du meilleur au pire (de 16 à 18 % à moins de 0,85 %), est repositionnée comme la chaîne de l'événement et de la rediffusion des grandes émissions très chères qu'une bonne partie du public ne peut suivre sur RTBF1. Elle rediffuse également à 22 heures le Journal télévisé de la première chaîne. Tout son personnel est transféré sur RTBF1 et la RTBF espère économiser ainsi 100 millions de francs[réf. nécessaire].
Début 1992, l'administrateur général de la RTBF, Robert Stéphane, soumet au conseil d'administration l'idée de remodeler Télé 21, dont l'audience est moribonde, en l'associant à Eurosport ou Canal J. Il envisage ensuite l'éclatement de Télé 21 en trois chaînes: une culturelle, une régionale et une sportive. Arte 21 diffuserait les émissions culturelles de la chaîne franco-allemande Arte, mais avec des décrochages culturels belges. Ainsi, durant le concours Reine Élisabeth, les soirées seraient des soirées de décrochage RTBF. Euro 21 serait une chaîne européenne des régions qui concrétiserait le rapprochement de FR3 avec la RTBF, mais dont les plages d'information de FR3 seraient remplacées par la rediffusion du journal d'informations régionales et par le JT 1 de la RTBF. Enfin, Eurosport 21, dont une convention devrait lier la RTBF, l'Union européenne de radio-télévision et TF1, diffuserait les programmes français d'Eurosport et ferait des décrochages pour diffuser du sport belge. 
Deux de ces trois projets se concrétisent. La RTBF signe un accord de partenariat avec Arte GEIE le 4 février 1993 qui lui permet de diffuser la version française des programmes de la chaîne culturelle franco-allemande chaque jour dès 19 h sur Télé 21 et de proposer 50 heures de programmes belges dans le programme d'Arte. Arte/ 21 démarre ses programmes le 21 mars 1993, complété de l'ouverture d'antenne à 15 h 30 jusqu'au démarrage d'Arte à 19 h de programmes culturels de la RTBF et de l'émission pour enfants Nouba Nouba. Les programmes sportifs de Télé 21 qui n'ont plus leur place au sein de ce programme sont regroupés sur une nouvelle mini-chaîne sportive baptisée Sports 21, qui poursuit la diffusion des grands événements sportifs en direct, mais reste surtout le relais de la première chaîne dont le Journal télévisé de RTBF1 avec traduction gestuelle chaque soir à 19 h 30, des reportages sportifs déjà programmés antérieurement et la rediffusion du week-end sportif le dimanche soir. Le réseau d'émetteurs de Télé 21 est dédoublé pour diffuser les deux chaînes, Arte/21 reprenant l'essentiel des émetteurs de Télé 21 ainsi que son canal sur les réseaux de télédistribution. Les programmes de Sports 21 sont transmis par d'autres émetteurs et un autre canal sur le câble. 
Le contrat de partenariat entre la RTBF et Arte est suspendu le 28 mars 1994, mettant fin à la diffusion d'Arte/21 et de Sports 21. Télé 21 est alors remise à l'antenne sous le simple nom de 21 dans son format d'origine auquel vient s'ajouter des programmes pour enfants comme Ici Bla-Bla, également diffusé sur RTBF1. 
Le 1er mars 1997, Télé 21 divise son offre de programmes entre La Deux, chaîne de multidiffusion de programmes culturels, de documentaires et chaîne d'accueil des événements non sportifs en direct (Commissions parlementaires, Concours musical Reine Elisabeth par exemple) et Eurosport 21 qui propose des fenêtres de programmes sportifs produits par la RTBF, insérées dans le programme complet d'Eurosport France.

## Identité visuelle

### Logos

Logo de Télé 21 du 21 mars 1988 au 20 mars 1993, puis du 28 mars 1994 à 1995
Logo de Sports 21 du 21 mars 1993 au 27 mars 1994
Logo de Télé 21 de 1995 à 1996

## Organisation

### Dirigeants
Administrateurs généraux :
- Robert Stéphane : 21 mars 1988 - 13 décembre 1993
- Jean-Louis Stalport : 13 décembre 1993 - 28 février 1997

Directrice adjointe de Télé 21 :
- Carine Bratzlavsky : 21 mars 1988 - 20 mars 1993

Directeur de Sports 21 :
- Michel Gehu : 21 mars 1993 - 27 mars 1994

### Capital
Télé 21 était éditée par le groupe audiovisuel public RTBF.

## Programmes
Télé 21 allie l'événement en direct, principalement sportif avec du football et de la formule 1, à la diffusion de films, de musique et de documentaires sociaux et culturels.

### Émissions
- Top 21 : émission de classement musical animée par Maureen Dor de 1988 à 1990.
- Concours Reine Elisabeth
- Azimut
- Intérieur Nuit
- Carré noir
- Alice
- Traces
- Sindbad
- Nouba Nouba
- Ici Bla-Bla

### Animateurs
- Maureen Dor

## Audiences
| 1990   | 1991   | 1992   |
| ------ | ------ | ------ |
| 4,85 % | 4,72 % | 4,88 % |

Avec une audience moyenne de 4,88 % de part de marché en 1992, Télé 21 était la troisième chaîne belge francophone la plus regardée, derrière RTL-TVI et RTBF1.